# 丁酮
丁酮也称为甲乙酮（英語：Methyl Ethyl Ketone，簡稱MEK，或是2-Butanone），是一种有机化合物。丁酮于室温下是无色易燃液体，带有刺激性甜味或薄荷味，近似于丙酮。
丁酮在工业上大规模生产，但在自然界仅以痕量存在。一些树会制造丁酮，在一些水果和蔬菜中也可以发现少量的丁酮。汽车尾气中也会含有丁酮。

## 用途
用作溶剂、变性剂、催化剂，也用于制取过氧化甲乙酮、紡織品、塑膠、油漆等。
也可用於壓克力，PVC等乙基材料的融解和黏接（常見於印刷廠，使用加了丁酮的強力接著劑可讓帆布外層的PVC塗料溶解，方便進行黏合作業），非管制藥品。須小心使用。

## 危害

### 即時影響
雙眼或皮膚接觸丁酮會引致皮膚灼傷，或使眼睛受傷。吸入丁酮則會導致咳嗽、喘鳴。逗留在含丁酮的環境中，會使人暈眩、噁心、頭痛、視野模糊，甚至昏迷。

### 長期影響
暫時未證實丁酮可引致癌症，但已發現超高劑量的丁酮可致嬰兒畸形。